# Rijssen-Holten
Rijssen-Holten – gmina w północnej Holandii, w prowincji Overijssel.

## Miejscowości
Rijssen, Holten.